# Stefano Surdanovic
Stefano Surdanovic (in serbo Стефано Сурдановић?, Stefano Surdanović; Wels, 23 novembre 1998) è un calciatore austriaco, centrocampista dello Zrinjski Mostar.

## Carriera
Nato a Wels in una famiglia di origini serbe, è cresciuto nel settore giovanile del Ried. Ha esordito in prima squadra il 21 luglio 2017, disputando l'incontro di Erste Liga perso per 0-1 contro il Wiener Neustadt. Realizza la sua prima rete in campionato un mese dopo, nell'incontro pareggiato per 2-2 contro l'Hartberg. Nel 2019 viene acquistato dal Blau-Weiß Linz, altro club della seconda divisione austriaca. Nel gennaio 2022 viene ceduto all'Admira Wacker M.; il 13 febbraio seguente ha esordito in Bundesliga, in occasione dell'incontro pareggiato per 1-1 contro l'Hartberg. Al termine della stagione si trasferisce all'Austria Lustenau, neopromosso in massima divisione.

## Statistiche

### Presenze e reti nei club
Statistiche aggiornate al 24 novembre 2022.
| Stagione              | Squadra               | Campionato            | Campionato | Campionato | Coppe nazionali | Coppe nazionali | Coppe nazionali | Coppe continentali | Coppe continentali | Coppe continentali | Altre coppe | Altre coppe | Altre coppe | Totale | Totale |
| Stagione              | Squadra               | Comp                  | Pres       | Reti       | Comp            | Pres            | Reti            | Comp               | Pres               | Reti               | Comp        | Pres        | Reti        | Pres   | Reti   |
| --------------------- | --------------------- | --------------------- | ---------- | ---------- | --------------- | --------------- | --------------- | ------------------ | ------------------ | ------------------ | ----------- | ----------- | ----------- | ------ | ------ |
| 2017-2018             | Ried                  | 1L                    | 12         | 1          | CA              | 3               | 1               |                    | -                  | -                  |             | -           | -           | 15     | 2      |
| 2018-2019             | Ried                  | 1L                    | 19         | 1          | CA              | 3               | 1               |                    | -                  | -                  |             | -           | -           | 22     | 2      |
| Totale Ried           | Totale Ried           | Totale Ried           | 31         | 2          |                 | 6               | 2               |                    | -                  | -                  |             | -           | -           | 37     | 4      |
| 2019-2020             | Blau-Weiß Linz        | 1L                    | 23         | 2          | CA              | 2               | 0               |                    | -                  | -                  |             | -           | -           | 25     | 2      |
| 2020-2021             | Blau-Weiß Linz        | 1L                    | 30         | 3          | CA              | 3               | 0               |                    | -                  | -                  |             | -           | -           | 33     | 3      |
| 2021-feb. 2022        | Blau-Weiß Linz        | 1L                    | 16         | 5          | CA              | 3               | 2               |                    | -                  | -                  |             | -           | -           | 19     | 7      |
| Totale Blau-Weiß Linz | Totale Blau-Weiß Linz | Totale Blau-Weiß Linz | 69         | 10         |                 | 8               | 2               |                    | -                  | -                  |             | -           | -           | 77     | 12     |
| feb.-giu. 2022        | Admira Wacker M.      | BL                    | 14         | 2          | CA              | -               | -               |                    | -                  | -                  |             | -           | -           | 14     | 2      |
| 2022-2023             | Austria Lustenau      | BL                    | 15         | 3          | CA              | 2               | 2               |                    | -                  | -                  |             | -           | -           | 17     | 5      |
| Totale carriera       | Totale carriera       | Totale carriera       | 129        | 17         |                 | 16              | 6               |                    | -                  | -                  |             | -           | -           | 145    | 23     |

## Palmarès

### Club

#### Competizioni nazionali
- 2. Liga: 1

Blau-Weiß Linz: 2020-2021
- Campionato bosniaco: 1

Zrinjski Mostar: 2024-2025